# پروچیدا
پروچیدا (به ایتالیایی: Procida) یک کومونه در ایتالیا است که در استان ناپل واقع شده‌است.

## خصوصیات
پروچیدا ۱۰٬۶۹۴ نفر جمعیت دارد و ۱۵ متر بالاتر از سطح دریا واقع شده‌است.